# Llista de topònims de Corbera de Rosselló
Llista de topònims (noms propis de lloc) de Corbera (Rosselló).
Informació actualitzada per un bot. Els canvis manuals es perdran quan s'actualitzi!

## església
| imatge | Nom                       | Ubicat a            | instància de                  | Detalls                                                      | coordenades                                                                            | Protecció | Commons (més fotos)                   | Dades a WD                    |
| ------ | ------------------------- | ------------------- | ----------------------------- | ------------------------------------------------------------ | -------------------------------------------------------------------------------------- | --------- | ------------------------------------- | ----------------------------- |
|        | Sant Julià de Vallventosa | Corbera de Rosselló | església edifici Ús: església | Estil: arquitectura romànica Dedicat a: Sant Julià de Briude | 42° 38′ 32″ N, 2° 40′ 07″ E / 42.64236111°N,2.66869444°E Catalunya del Nord 189.7 msnm |           |                                       | Modifica les dades a Wikidata |
|        | Sant Pere del Bosc        | Corbera de Rosselló | església Ús: església         | Estil: art preromànic Dedicat a: Sant Pere                   | 42° 38′ 50″ N, 2° 39′ 34″ E / 42.64713889°N,2.65955556°E Catalunya del Nord 261.7 msnm |           | Chapelle Sant Pere del Bosc (Corbère) | Modifica les dades a Wikidata |
|        | Sant Pere del Castell     | Corbera de Rosselló | església                      |                                                              | 42° 39′ 03″ N, 2° 39′ 30″ E / 42.6509°N,2.6583°E 281.6 msnm                            |           |                                       | Modifica les dades a Wikidata |
|        | Sant Pere dels Cortals    | Corbera de Rosselló | església                      |                                                              | 42° 39′ 12″ N, 2° 39′ 46″ E / 42.6534°N,2.6627°E 187.2 msnm                            |           | Église Saint-Pierre de Corbère        | Modifica les dades a Wikidata |

## Misc
| imatge | Nom                                    | Ubicat a            | instància de                          | Detalls                      | coordenades                                                                          | Protecció                     | Commons (més fotos)  | Dades a WD                    |
| ------ | -------------------------------------- | ------------------- | ------------------------------------- | ---------------------------- | ------------------------------------------------------------------------------------ | ----------------------------- | -------------------- | ----------------------------- |
|        | Corbera de Dalt                        | Corbera de Rosselló | nucli de població                     | Estat: enderrocat o destruït | 42° 39′ 01″ N, 2° 39′ 30″ E / 42.650234°N,2.658389°E                                 |                               |                      | Modifica les dades a Wikidata |
|        | Puig Albell                            | Corbera de Rosselló | muntanya                              |                              | 42° 39′ 26″ N, 2° 39′ 42″ E / 42.657194°N,2.661694°E 219.3 msnm                      |                               |                      | Modifica les dades a Wikidata |
|        | casa de la vila de Corbera de Rosselló | Corbera de Rosselló | instal·lació Ús: seu del govern local |                              | 42° 39′ 09″ N, 2° 39′ 45″ E / 42.6526150349437°N,2.66249026603525°E fr:66130 CORBERE |                               | Town hall of Corbère | Modifica les dades a Wikidata |
|        | castell de Corbera                     | Corbera de Rosselló | castell                               |                              | 42° 39′ 01″ N, 2° 39′ 27″ E / 42.6503°N,2.6575°E 285.1 msnm                          | monument històric inventariat | Château de Corbère   | Modifica les dades a Wikidata |
|        | dolmen del Roc d'en Coll               | Corbera de Rosselló | dolmen                                |                              | 42° 38′ 26″ N, 2° 39′ 21″ E / 42.640694444444°N,2.6557222222222°E 346.3 msnm         |                               |                      | Modifica les dades a Wikidata |
|        | vila fortificada de Corbera            | Corbera de Rosselló | edifici                               |                              | 42° 39′ 01″ N, 2° 39′ 30″ E / 42.650178°N,2.658252°E 272.6 msnm                      |                               |                      | Modifica les dades a Wikidata |